# Hajdú-Bihar vármegyei múzeumok listája

## Álmosd
- Álmosd kovácsműhely - 4285 Rákóczi u. 2.

- Kölcsey Emlékház - 4285 Kölcsey u. 11.

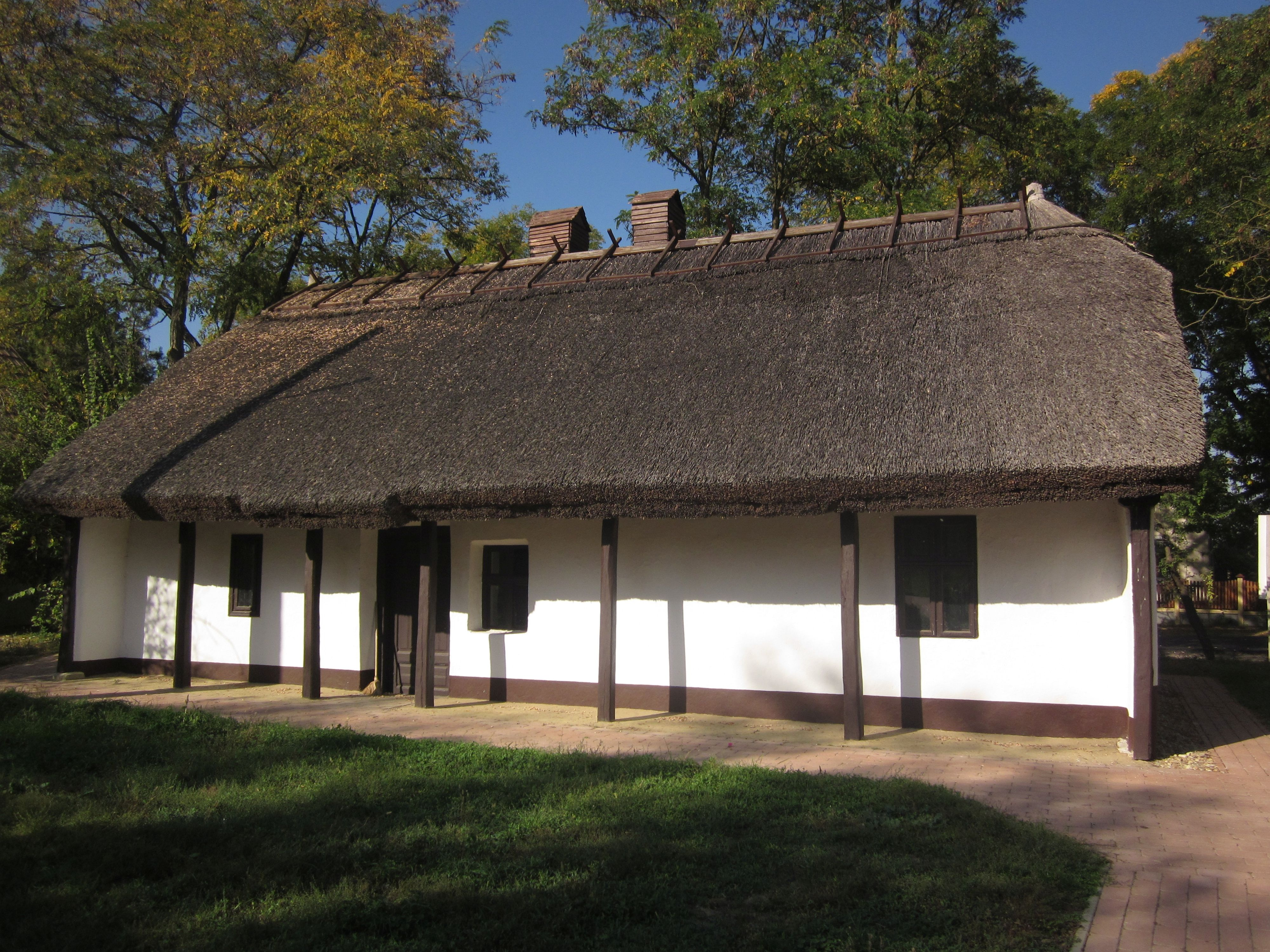
Bessenyei György-emlékház

## Bakonszeg
- Bessenyei György Emlékház - 4164 Hunyadi u. 103.

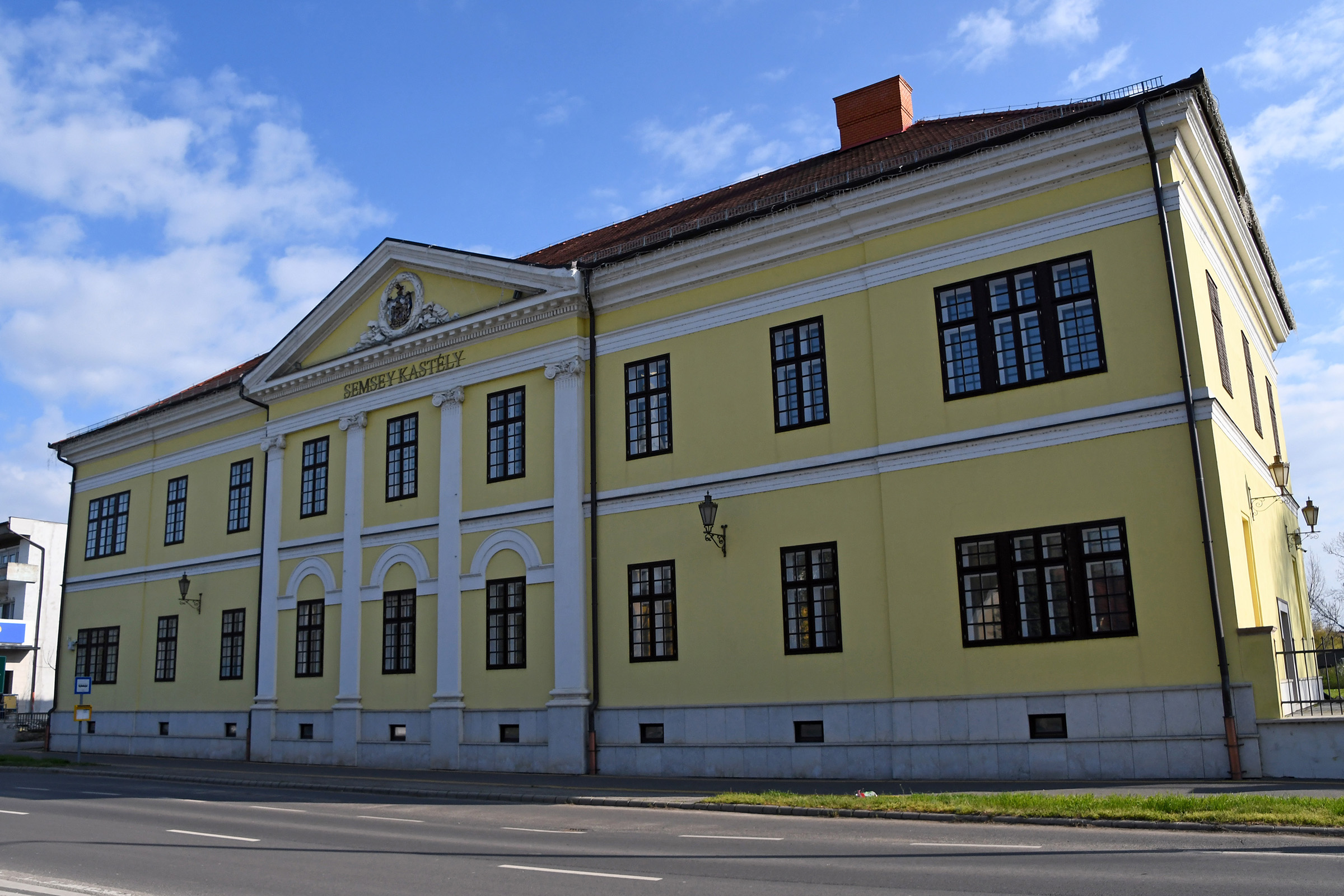
Semsey-kastély

## Balmazújváros
- Balmazújváros Helytörténeti Múzeum - 4060 Debreceni u. 1.

- Veres Péter Emlékkiállítás - Kadarcs u. 6.

- Semsey-kastély

## Berettyóújfalu

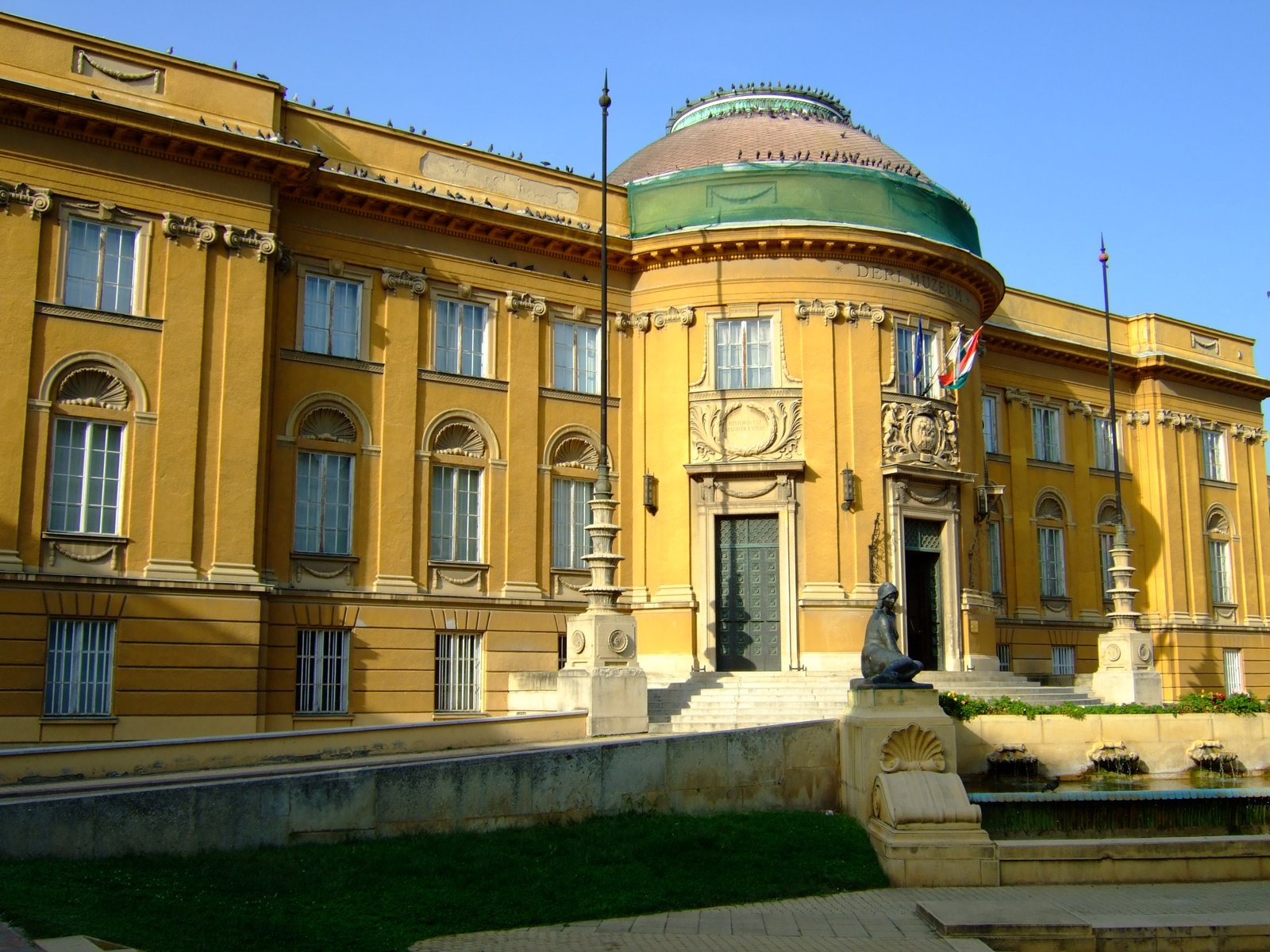
Déri Múzeum

- Bihari Múzeum - Kálvin tér 1.

## Debrecen
- Debreceni Irodalmi Múzeum - Borsos J. tér 1.
- Delizsánsz Kiállítóterem - Múzeum u.3.
- Déri Múzeum - Déri tér 1.
- Holló László Emlékmúzeum - Margit tér 19.
- Medgyessy Ferenc Emlékmúzeum - Péterfia u. 28.
- Református Kollégiumi és Egyházművészeti Múzeum -  Kálvin tér 16.

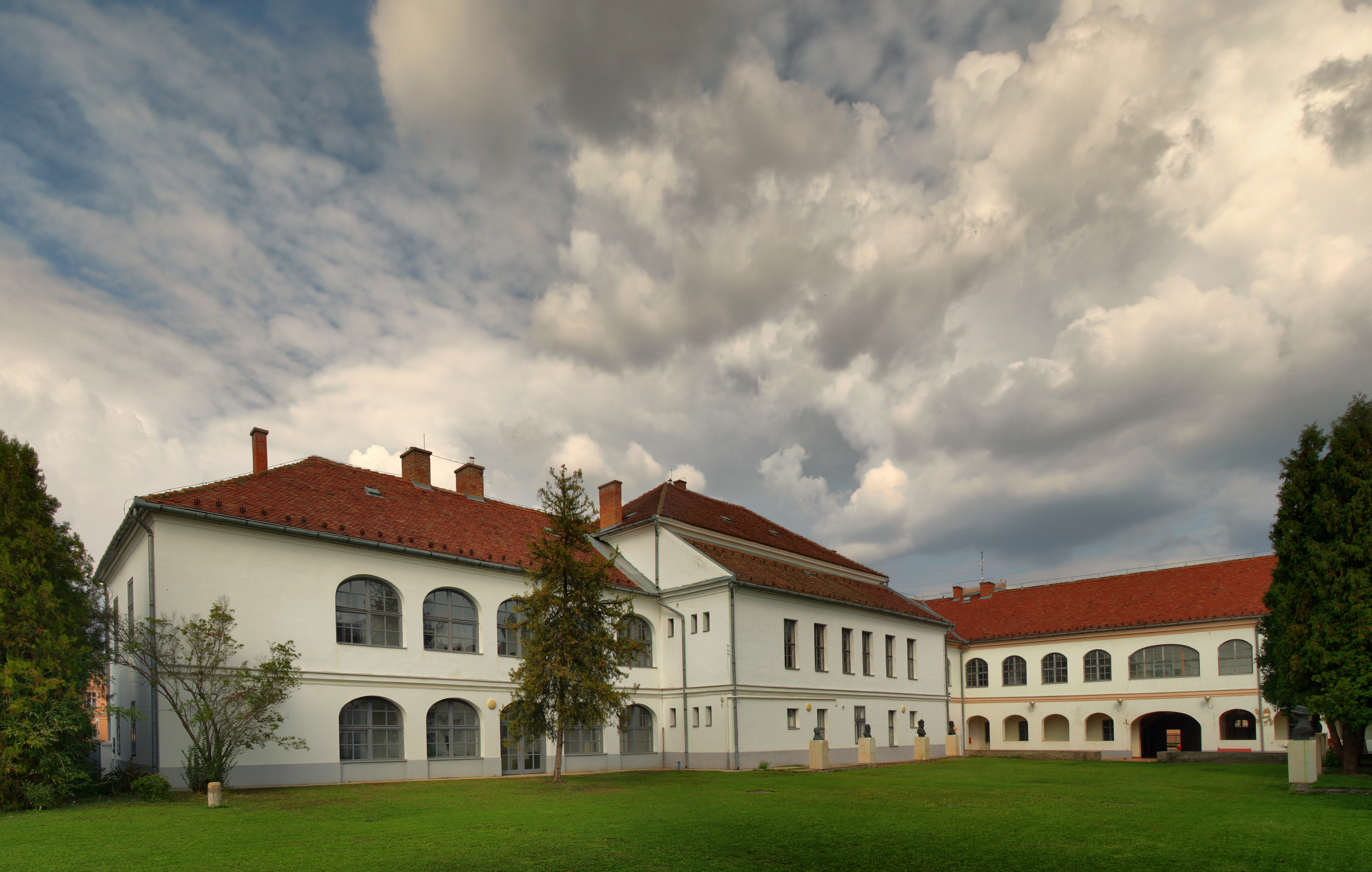
Hajdúsági Múzeum

## Hajdúböszörmény
- Hajdúsági Múzeum - Kossuth u. 1.

## Hajdúhadház
- Földi János Emlékkiállítás - Földi J. u. 24.

## Hajdúszoboszló
- Bocskai István Múzeum - Bocskai u. 21.

## Hortobágy
- Hortobágyi Galéria - Régi Tanácsháza
- Pásztormúzeum - Petôfi tér

## Nagykereki
- Bocskai Kastélymúzeum - Bocskai u. 1.

## Püspökladány
- Karacs Ferenc Emlékmúzeum - Kossuth u. 28.

## Tiszacsege
- Zsellérház - Óvoda u. 8.